# Obake Karuta
Obake karuta (お化けかるた ; « cartes de fantômes ») ou Yōkai karuta (妖怪かるた ; « cartes de yôkaï » ; « cartes de monstres »), sont des  dénominations communément utilisées pour désigner des variantes de jeux de karuta ayant pour thématiques les fantômes et autres créatures surnaturelles tel que les obake et les yōkai,.
Ces jeux trouvent leur origine dans les un type de karuta populaire de la fin de l'époque d'Edo jusqu'au milieu de l'ère Taishō. Ce type de karuta est une variante de iroha karuta. Dans les périodes contemporaine, des artistes comme l’illustrateur d’album Makoto Kawabata ont réinventé les obake karuta en leur donnant une touche un peu plus moderne.
Les cartes de lecture contiennent des phrases avec de petites descriptions. En jouant, les jeunes enfants japonais apprenaient à reconnaître les apparences et les caractéristiques des yōkai représentés sur ces cartes.

## Cartes illustrées

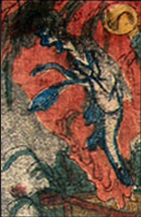
Une carte illustrant la légende Banchō Sarayashiki'.
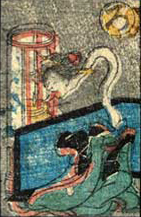
Une Rokurokubi, une femme au long cou.
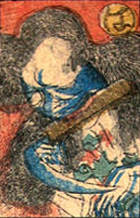
Un yōkai de Kasane ga Fuchi, la mare de Kasane.
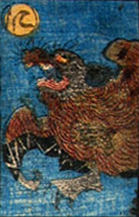
Un Momonji.
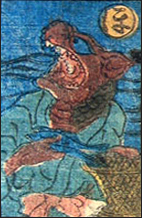
Un Oitekebori, entité spirituelle de la rivière à Honjo.
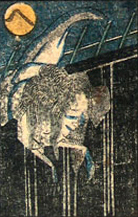
Un yūrei.
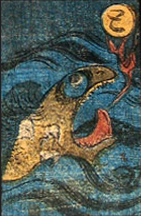
Une créature marine des eaux de Tosa
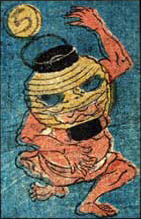
Un Chōchin Obake, une lanterne prenant vie.
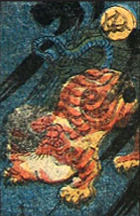
Un Nue.
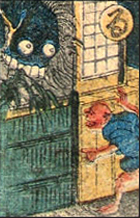
un monstre.
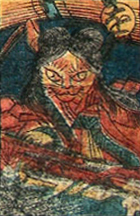
Un Bakeneko, du temple Neko-dera à Okazaki.
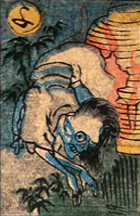
Un Oiwa de la légende de Yotsuya Kaidan
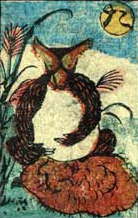
Un bake-danuki jouant du tambour, dans la légende du Tanuki-bayashi.
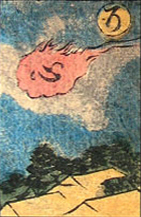
Un Hitodama, un feu follet
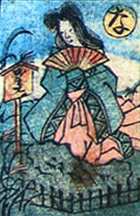
La légende de la Sesshō-seki, la célèbre « pierre tueuse ». emprisonnant la démone-renarde Tamamo-no-mae à Nasu
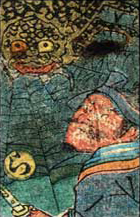
Un Tsuchigumo.
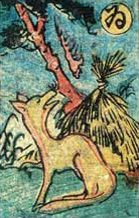
Des Kitsunebi, des feux follets produits par les renards.
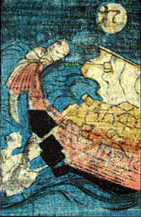
Un Funayūrei, fantôme hantant les mers.
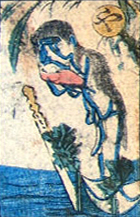
Une Ubume, le fantôme d’une femme morte en couches.
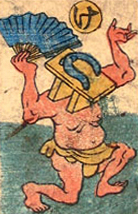
Un Bakezōri, une sandale prenant vie.
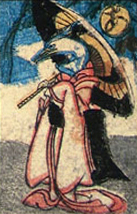
Un Ao-sagibi, un feu follet généré par un Bihoreau gris.
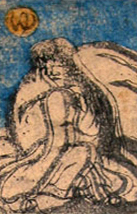
Une Yuki-onna, la femme des neiges.
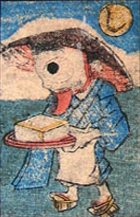
Un Hitotsume-kozō, un petit enfant cyclope.
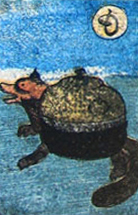
Une Bunbuku Chagama, une bouilloire miraculeuse se transformant en tanuki.
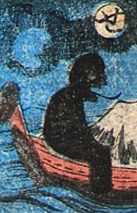
Un Umibōzu, un moine géant fantômatique  émergent de la surface de la mer.
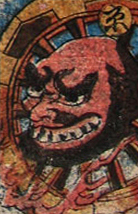
Une Katawa-guruma, une roue enflammée prenant vie.